# James C. Shannon

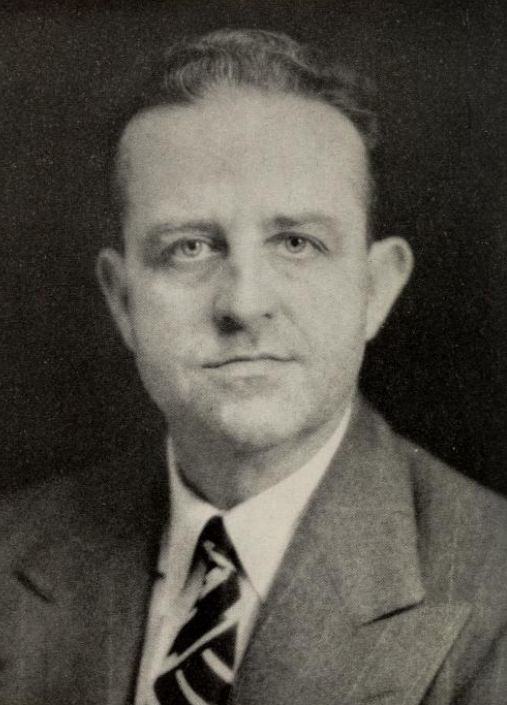

James C. Shannon, född 21 juli 1896, död 6 mars 1980, var en amerikansk politiker och guvernör i Connecticut.

## Tidiga år
Shannon föddes i Bridgeport, Connecticut. Han tog en kandidatexamen från Georgetown University 1918. Den kompletterade han med en juristexamen från Yale Law School 1921.

## Karriär
Shannon blev åklagare i Bridgeport 1923. Han hade den tjänsten i nio år. Han var domare i Bridgeport City and Juvenile Court från 1931 till 1935. Därefter var han jurist för Connecticut Federation of Labor från 1939 till 1948.
Shannon valdes som kandidat för Republikanerna till viceguvernör på hösten 1946 och tillträdde tjänsten den 8 januari 1947. James L. McConaughy, som var guvernör under tiden som Shannon var viceguvernör, avled under mandatperioden, den 7 mars 1948. Shannon blev guvernör samma dag. Under hans tid som guvernör höjdes ålderspensionerna. Han var också framgångsrik med att få igenom lagar om bostadsbyggande. I valet 1948 försökte han bli omvald, men misslyckades. Han lämnade över posten som guvernör till demokraten Chester Bowles den 5 januari 1949.

## Senare år
Sedan han hade lämnat tjänsten som guvernör, var Shannon domare i Connecticuts andrainstans från 1953 to 1965. Han var också domare i Connecticuts högsta domstol från 1965 till 1966. Han avled den 6 mars 1980, vid en ålder av 83 år.